# 1529 Oterma
1529 Oterma este o planetă minoră (asteroid), cu un diametru de 56,319 km, din centura de asteroizi. A fost descoperită pe 26 ianuarie 1938 la Iso-Heikkilän tähtitorni⁠(d) de Yrjö Väisälä⁠(d) și a fost numită după Liisi Oterma. 
Obiectul prezintă o orbită caracterizată de o semiaxă mare de 3,9894406 UAi, o excentricitate de 0,2, o înclinație de 9,05828 ° în raport cu ecliptica.